# Huancavelica (provincie)
Huancavelica is een provincie in de regio Huancavelica in Peru. De provincie heeft een oppervlakte van 4.216 km² en telt 158.594 inwoners (2015). De hoofdplaats van de provincie is het district Huancavelica; twee van de negentien districten vormen eveneens de stad (ciudad) Huancavelica.

## Bestuurlijke indeling
De provincie Huancavelica is verdeeld in negentien districten, UBIGEO tussen haakjes:
- (090102) Acobambilla
- (090103) Acoria
- (090118) Ascension, deel van de stad (ciudad) Huancavelica
- (090104) Conayca
- (090105) Cuenca
- (090106) Huachocolpa
- (090101) Huancavelica, hoofdplaats van de provincie en deel van de stad (ciudad) Huancavelica
- (090119) Huando
- (090107) Huayllahuara
- (090108) Izcuchaca
- (090109) Laria
- (090110) Manta
- (090111) Mariscal Cáceres
- (090112) Moya
- (090113) Nuevo Occoro
- (090114) Palca
- (090115) Pilchaca
- (090116) Vilca
- (090117) Yauli

Acobamba · Angaraes · Castrovirreyna · Churcampa · Huancavelica · Huaytará · Tayacaja